# Zmarli w roku 1830
Lista osób zmarłych w 1830:

## luty 1830
- 23 lutego – Jan Piotr Norblin, francuski malarz i grafik[1]

## kwiecień 1830
- 19 kwietnia – August F. Globensky, lekarz i aptekarz, pionier polskiego osadnictwa w Kanadzie[2]

## maj 1830
- 16 maja – Jean Baptiste Joseph Fourier, francuski matematyk[3]

## listopad 1830
- 18 listopada – Adam Weishaupt, założyciel zakonu iluminatów[4]
- 21 listopada – Jan Śniadecki, polski astronom i matematyk[5]
- 30 listopada – Pius VIII (właśc. Francesco Saverio Castiglioni), włoski duchowny katolicki, 253. papież od 1829[6]

## grudzień 1830
- 17 grudnia – Simón Bolívar (zwany El Libertador czyli Wyzwoliciel), wódz rewolucji antyhiszpańskiej na terenach obecnej Kolumbii, Wenezueli, Peru i Ekwadoru w Ameryce Południowej[7]
- data dzienna nieznana: 
  - Franciszek Gorzkowski, jakobin, zwolennikiem konstytucji 3 maja oraz likwidacji pańszczyzny i poddaństwa chłopów[8]